# Georg Conrad Maickler
Georg Conrad Maickler (* 31. Oktober 1574 in Endersbach; † 27. Mai 1647 in Cannstatt) war ein evangelischer Pfarrer und neulateinischer Dichter.

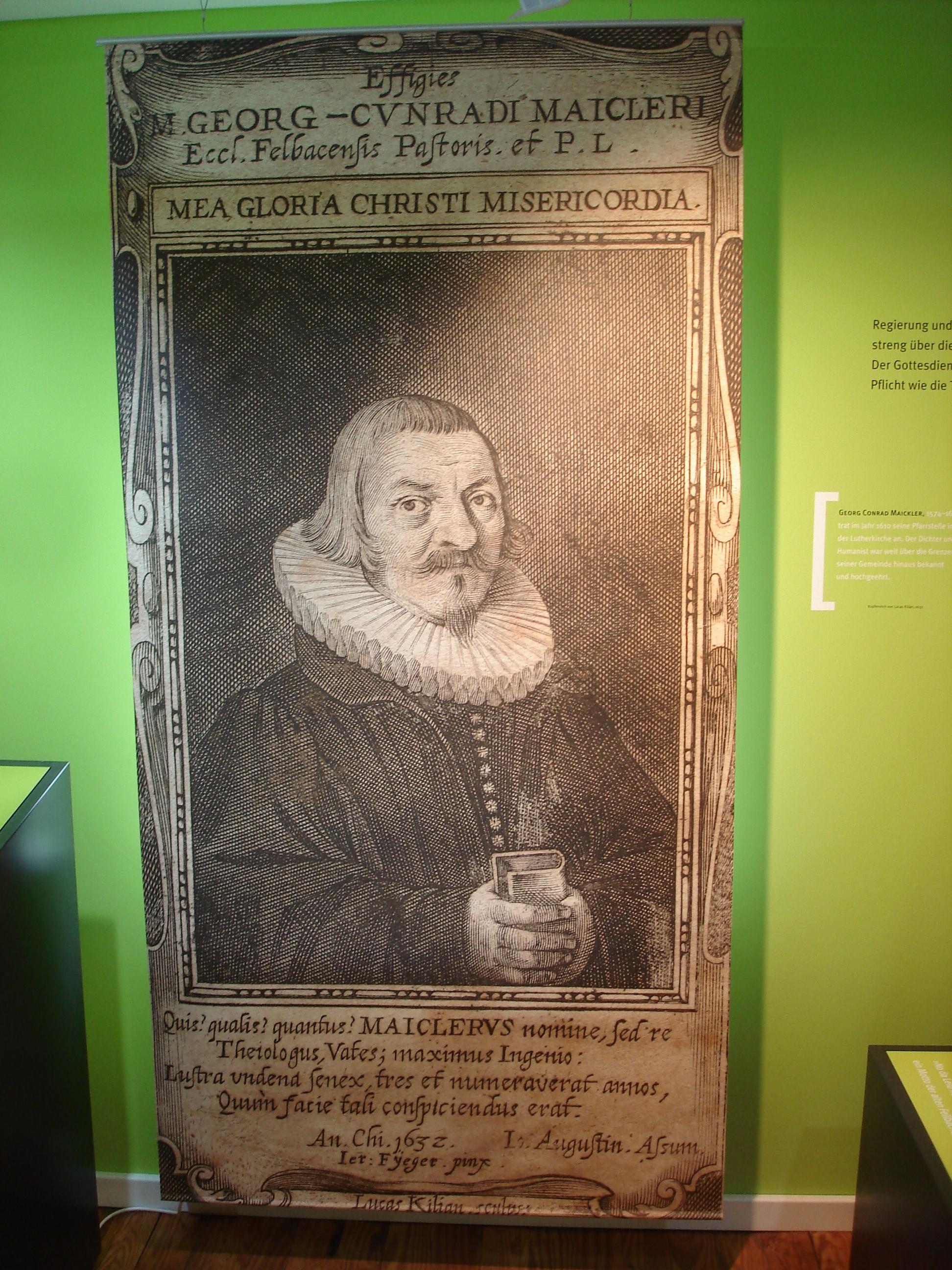
Georg Conrad Maickler-Porträt im Stadtmuseum Fellbach

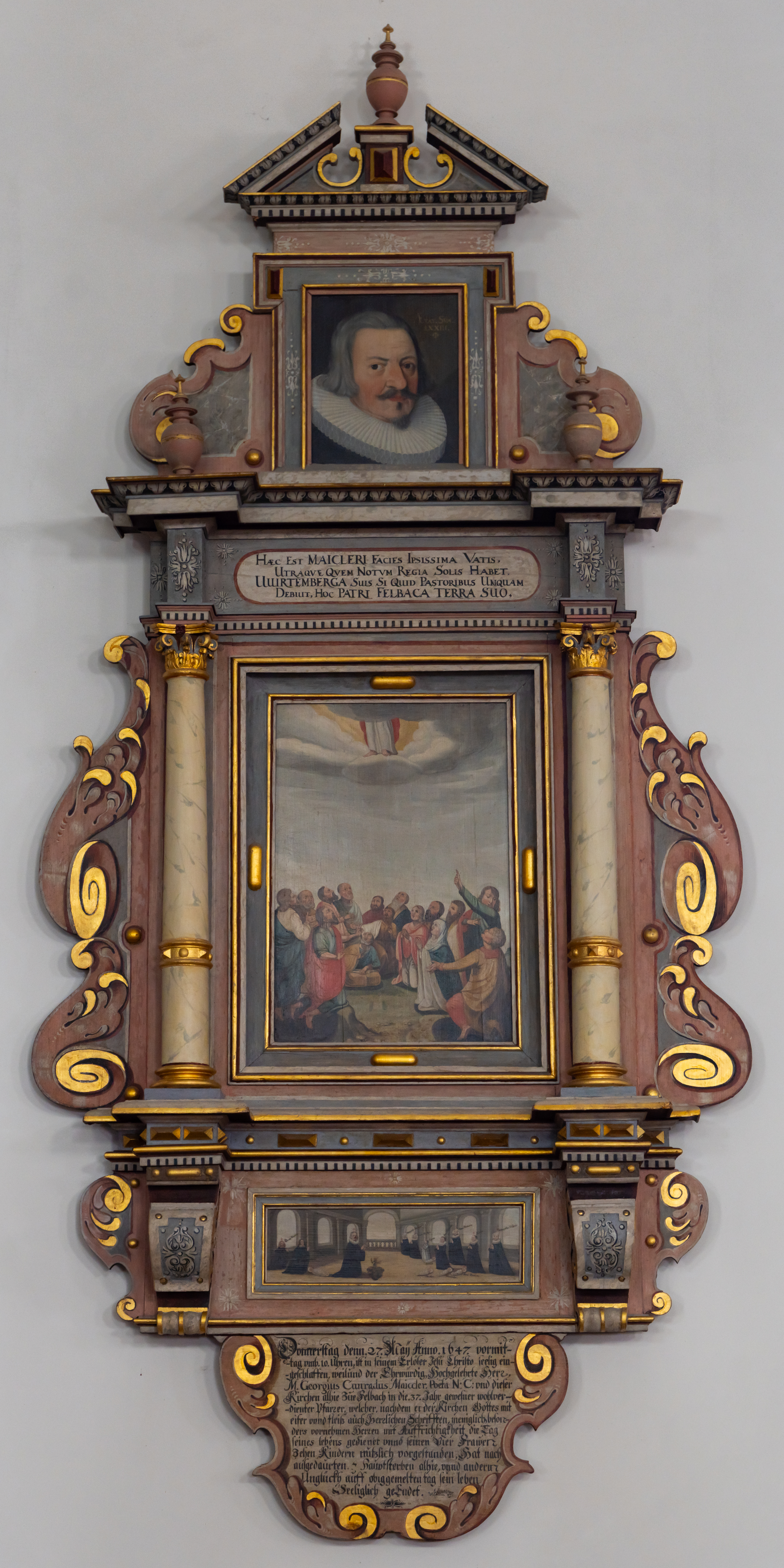
Epitaph in der Lutherkirche

## Leben
Geboren als Sohn des evangelischen Pfarrers von Endersbach, wuchs er im dortigen Pfarrhaus auf und besuchte die Volksschule seines Heimatdorfes, ab 1589 die Lateinschule in Schorndorf, schließlich die Klosterschulen in Königsbronn und Bebenhausen. Nach dem Theologiestudium am Tübinger Stift, das er 1598 mit dem Magistergrad abschloss, und dem Vikariat in Schorndorf, trat er 1610 die Pfarrstelle in Fellbach an, die er bis zu seinem Tod 1647 versah. Neben seiner Tätigkeit als Seelsorger widmete er sich der Literatur. Bereits als Klosterschüler hatte er ein größeres Gedicht in lateinischer Sprache, Die heilige Geschichte der Susanna, verfasst, das in Tübingen gedruckt wurde und bei den Zeitgenossen viel Beifall und Anerkennung fand.
Während des Studiums in Tübingen schrieb er ein weiteres lateinisches Gedicht, Die Geschichte der Kindheit Jesu, für das ihm 1603 von Dresden aus die Würde eines Poeta laureatus et coronatus verliehen wurde. In Fellbach entstand dann sein größtes und bedeutendstes Werk, Myrrhae-Poterium (Der Myrrhenbecher), das in 5 Büchern Leiden, Tod und Auferstehung Jesu Christi behandelt. 1635 wurde es in einem Sammelband zusammen mit anderen Werken in Tübingen gedruckt; ein Exemplar befindet sich im Besitz des Fellbacher Stadtarchivs.
Als im Juni 1626 in Fellbach die Pest ausbrach, wurde Maicklers eigene Familie ein Opfer der Seuche, im August starb zuerst seine Magd, dann seine Frau Margaretha, im Januar 1627 folgte die Tochter Juditha. Auch unter den Ereignissen des Dreißigjährigen Krieges hatte der Ort zu leiden. Nach der Schlacht bei Nördlingen 1634 kam es zu Plünderungen und anderen Gräueltaten durch marodierende Soldaten. Im Oktober floh Maickler hinter die sicheren Mauern der Reichsstadt Esslingen und kehrte zum Advent nach Fellbach zurück. Als 1635 erneut die Pest ausbrach, verlor Maickler wieder Familienangehörige: seine inzwischen dritte Ehefrau und sein 18-jähriger Sohn aus erster Ehe starben. Später verarbeitete Maickler die erlebten Schrecken in seiner Elegie über die Klagelieder des Propheten Jeremia. 1636 ging er eine vierte Ehe mit der Schwester des Astronomen Johannes Kepler ein.
Inzwischen war das Herzogtum Württemberg zum Kriegsschauplatz geworden. Franzosen, Schweden und Kaiserliche verheerten das Land, während Maickler weiterhin seinen Dienst in Fellbach versah und gewissenhaft die Kirchenbücher führte. Er starb nach 37 Dienstjahren an einem Schlaganfall in Cannstatt, das er aufgesucht hatte, um dem Abzug der aufbrechenden Kriegsarmeen zu entgehen; am darauffolgenden Sonntag wurde er in Fellbach beerdigt.

## Würdigungen

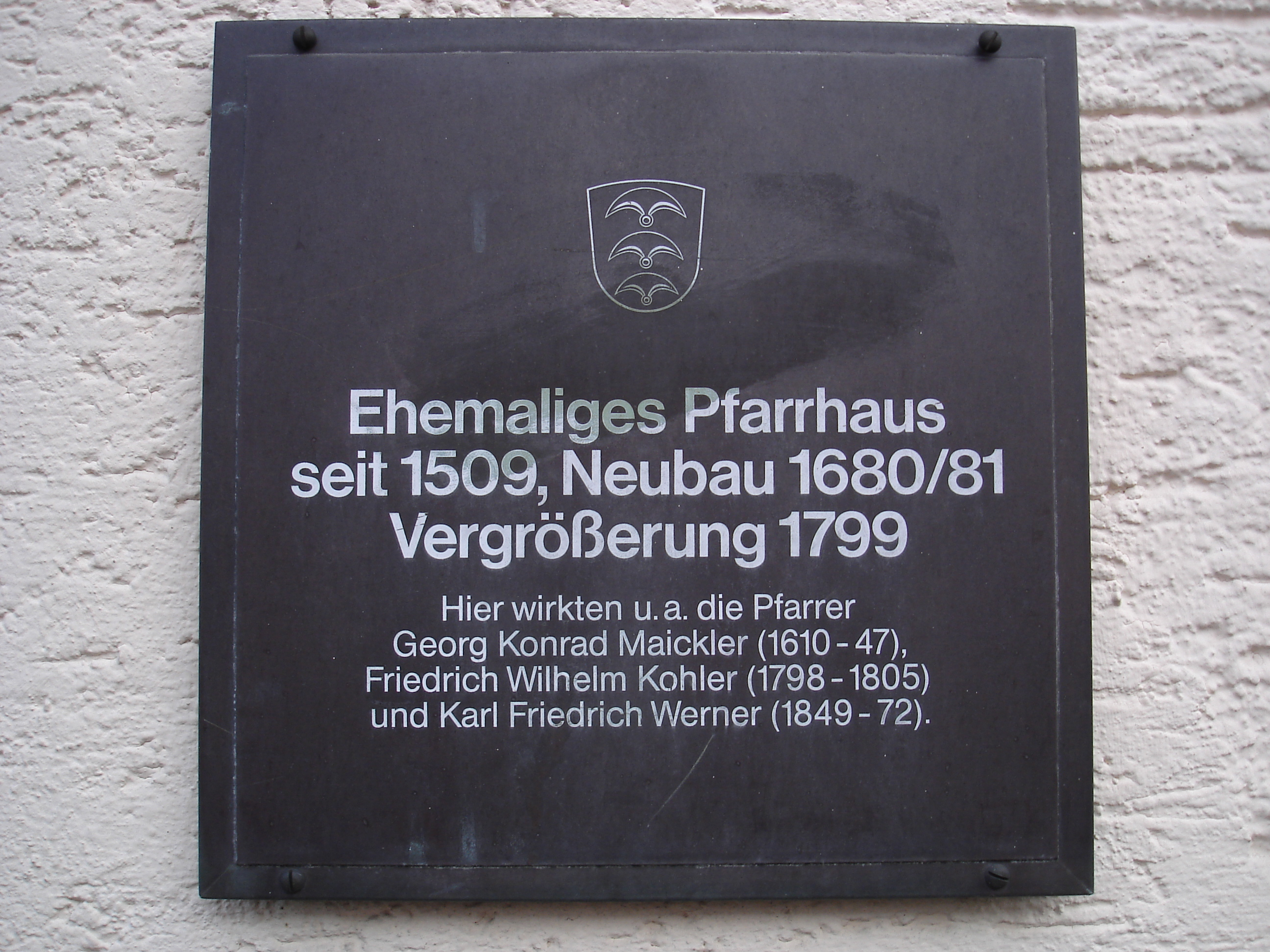
Tafel am Fellbacher Pfarrhaus

Maicklers Gemeinde stiftete ihm ein Epitaph, das bis heute in der Fellbacher Lutherkirche hängt. Es zeigt neben der Himmelfahrt Christi das Porträt Maicklers sowie seine vier Frauen und insgesamt zehn Kinder. Am Alten Pfarrhof in Fellbach erinnert eine Gedenktafel an Maickler als vormaligen Bewohner des Hauses. Die von Maickler 1611 für den damals neuangelegten Friedhof gestiftete Kreuzigungsgruppe befindet sich heute im Turm der Lutherkirche. Des Weiteren sind in Fellbach eine Straße und eine Grundschule nach Maickler benannt. Außerdem trägt die 1625 gegossene Glocke im Turm der Lutherkirche seinen Namen.

## Werke
- Epulum illustre, Tübingen 1600.
- Epulum illustre, Tübingen 1603.
- Panegyricus de vita et obitu Lucae Osiandri, Tübingen 1606. (Festschrift für Lucas Osiander)
- Jesu Christi Theandri Salvatoris mundi Myrrhae-Poterium, Tübingen 1616.
- Arcus Jonathae, so ein Panegyricus auf den Tod des Hertzogs von Würtemberg ist, Stuttgart 1623.
- Threni Davidici qui sunt Psalmi poenitentiales carmine elegiaco exhibiti, Tübingen 1628.
- Historia Susannae, 1632.
- Liber de nativitate Christi et ecloga de nomine Jesu, 1632.
- Liber Psalmorum et precationum, 1632.
- Poemata sacra, Tübingen 1635.
- Cithara D. Jesu Christi Septichorda, Stuttgart 1643.
- Threni Jeremiae una cum psalmis tribus elegiaco carmine conversi, Tübingen 1646.